# LGBT práva v Jemenu

Duhová mapa Jemenu

Stejnopohlavní sexuální styk je v Jemenu ilegální v souladu s právem šaría. LGBT osoby zde čelí násilí, diskriminaci a vyčleňování ze společnosti. Tresty za stejnopohlavní sexuální aktivitu zahrnují jak bičování , tak i smrt , čímž je zařazen mezi 7 zemí světa, které trestají dobrovolnou stejnopohlavní sexuální aktivitu mezi dospělými osobami smrtí.
Veškeré webové stránky s gay a lesbickou tematikou jsou zablokovány vládou.
Podle průzkumu z roku 2007 zde nebyl zaznamenán žádný veřejný záznam o existenci homosexuální kultury. V souladu s oficiálním stanoviskem vlády zde gayové a lesby neexistují.

## Ústavní právo
Ústava Republiky Jemen přijatá v r. 2001 se nijak konkrétně nezmiňuje o právním postavení LGBT minority. Všem občanům země garantuje jistá práva a povinnost s tím, že veškeré zákonné i podzákonné právní předpisy musí být kompatibilní se zásadami islámského práva šaría.

## Trestní právo
Trest za homosexualitu může být uložen buď na základě platného trestního zákona nebo z vůle lidu vymáhajícího zásady tradiční islámské morálky. 
§ 264 trestního zákona zakazuje dobrovolnou sexuální aktivitu mezi dospělými muži. Je-li shledán vinným z trestného činu podle § 264 svobodný muž, je potrestán 100 ranami bičem a odnětím svobody v maximální délce trvání jednoho roku. Pokud je ženatý muž shledán vinným z homosexuality, je mu uložen trest smrti.
§ 268 trestního zákona zakazuje dobrovolnou sexuální aktivitu mezi dospělými ženami. Ženám podezřelým ze spáchání lesbismu hrozí až tří roky vězení.
Dále lze podle platných trestních zákonů přenechat vymáhání zásad tradiční islámské morálky, jejíž nedílnou součástí je i kriminalizace homosexuality, do rukou rodiny, případně i širšího okolí. V takových případech je nejčastějším trestem za homosexualitu smrt .

## Mediální cenzura
Vláda blokuje přístup na veškeré internetové stránky vyzývající k podpoře práv LGBT. Tato politika je působná i na poli jemenské publicistiky.
V r. 2010 byl magazín Al Thagafiya stažen z oběhu za publikaci recenze k egyptskému filmu s názvem "Heena Maysara" (v překladu "Bude lépe"). Autor recenze, jemenský režisér Hamid Agbi, tímto vyjádřil určitou podporu právům sexuálních menšin, které byly hlavním tématem filmu[Gay City News, April 29, 2010].
V r. 2004 the Yemen Times. časopis psaný v angličtině, získal povolení k publikaci opozičních názorů k legalizaci stejnopohlavního manželství.
V r. 2003 the Week, časopis psaný v arabštině, zveřejnil článek pojednávající o rozhovorech s jemenskými muži obviněnými z homosexuality. Tři novináři, kteří se na tomto článku podíleli, byli pak následně odsouzeni vládou[Aljazeera, May 18, 2004].

## Právo a zákony týkající se homosexuality
| Legální stejnopohlavní styk                                                  | (trest smrti) |
| Stejný legální věk způsobilosti k pohlavnímu styku pro obě orientace         | No            |
| Anti-diskriminační zákony v zaměstnání                                       | No            |
| Anti-diskriminační zákony ve službách a zboží                                | No            |
| Anti-diskriminační zákony v ostatních oblastech(urážky, zločiny z nenávisti) | No            |
| Stejnopohlavní manželství                                                    | No            |
| Jiná forma stejnopohlavního soužití                                          | No            |
| Adopce dítěte partnera                                                       | No            |
| Společná adopce                                                              | No            |
| Gayové mohou sloužit v armádě                                                | No            |
| Možnost změny pohlaví                                                        | No            |
| Možnost umělého oplodnění pro lesbické ženy                                  | No            |
| Náhradní mateřství pro gay páry                                              | No            |